# نظريات التواصل عبر المحيطات في الحقبة قبل الكولومبية

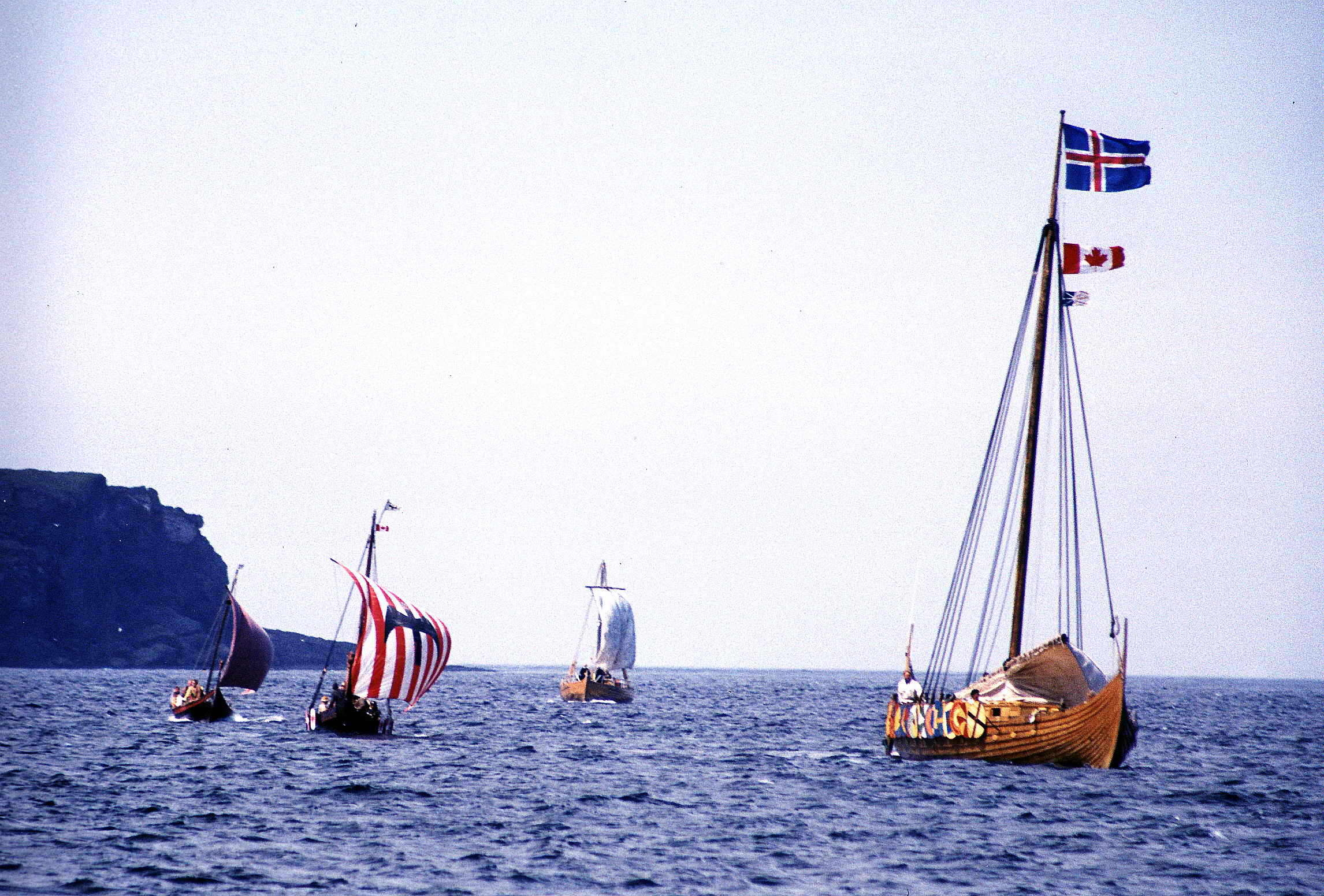

تبحث نظريات التواصل عبر المحيطات في الحقبة قبل الكولومبية في الزيارات المحتملة أو التفاعلات مع الأمريكتين أو الشعوب الأصلية للأمريكتين أو كليهما من قبل شعوب أفريقيا أو آسيا أو أوروبا أو أوقيانوسيا في حقبة سبقت رحلة كريستوفر كولومبوس الأولى إلى الكاريبي عام 1942 (خلال أي فترة ما يسمى الحقبة قبل الكولومبية). من المتفق عليه أن هذا التواصل حصل قبل التاريخ في أثناء هجرات البشر التي أدت إلى الاستيطان الأصلي للأمريكتين، لكن حصولها في الزمن المُؤرّخ محل جدال محتدم.
ثمة حالة واحدة مؤرخة للتواصل في الحقبة قبل الكولومبية مقبولة على نطاق واسع في الوسط العلمي والبحثي السائد. ألا وهي الاستكشافات البحرية لسكان الشمال الأوروبي من المنطقة الإسكندنافية والتي أدت إلى استطيان سكان الشمال لغرينلاند ولانز أو ميدوز في نيوفاوندلاند في أواخر القرن العاشر، سبقت هذه الاستكشافات وصول كولومبوس إلى الأمريكتين بنحو 500 عام. وهناك أيضًا دلائل مهمة حول تبادلٍ للمواد جرى بين شعوب سيبيريا وألاسكا يعود في حده الأدنى إلى خمسة قرونٍسبقت رحلات كولومبوس إلى العالم الجديد.
تتنوع الاستجابة العلمية والبحثية للاداعاءات الأخرى المتعلقة بالتواصل بعد بدء التأريخ في الحقبة قبل الكولومبية. دُرست بعض هذه الادعاءات في مصادر موثوقة خضعت لمراجعة الأقران. أما ما تبقى منها بالأخص تلك المرتكزة على تفسيرات ظرفية أو مبهمة للأدلة الأثرية كاللقى الأثرية التي لا تنتمي للمكان الذي وجدت فيه، والمقارنات الظاهرية السطحية، والتعليقات في الوثائق التاريخية، أو البيانات السردية فقد استبعدت لكونها عِلمًا محرَّفًا أو علم آثار زائف أو تاريخًا زائفًا.

## تواصل شعوب الشمال عبر المحيطات
تدعم أدلة تاريخية وأثرية رحلات شعوب الشمال إلى غرينلاند وكندا التي سبقت أسفار كولومبوس. إذ أُنشأ أهل الشمال مستعمرة في غرينلاند في نهاية القرن العاشر وبقيت حتى أواسط القرن الخامس عشر. حيث أقيم مجلس نيابي ومحكمة اتخذا براتاليو مقرًا. وعُين أسقف في غاروار. أطلال مستعمرة شعوب الشمال في لانز أو ميدوز في ما يعرف اليوم بنيوفاونلاند هي جزيرة ضخمة متوضعة على الساحل الأطلسي لكندا حيث اكتُشفت عام 1960، ودل تحليلها الكربوني على أنها تعود إلى الفترة بين 990 و1050 للحقبة العامة. بقي هذا الموقع الوحيد المقبول على نطاق واسع دليلًا على التواصل العابر للمحيطات مع الأمريكتين بعد بدء التأريخ في الحقبة قبل الكولومبية (عادة لا تعدّ غرينلاند جزءًا من أمريكا الشمالية). وفي عام 1978 سُميت لانز أو ميدوز موقعًا للتراث العالمي من قبل اليونيسكو. يُحتمل أن تكون مرتبطة مع المستعمرة التي شُرِع ببنائها في فينلاند على يد إيف إريكسن في نفس الحقبة، أو بشكل أعم، مع رحلات شعوب الشمال الاستكشافية للأمريكتين.
تُظهر لانز دو ميدوز أن المستعمرين القادمين من الشمال سافروا إلى أمريكا الشمالية وأسسوا فيها أبنية دائمة، إلا أن المصادر التي تصف التواصل بين الشعوب الأصلية وشعوب الشمال قليلة. التواصل بين شعب الثول (أسلاف الإنويت المعاصرين) في القرن الثاني عشر أو الثالث عشر معروف. أطلق سكان غرينلاند على هؤلاء القادمين اسم «سكالينغر». الصراع بين هذين الطرفين مدوّن في السجلات الآيسلاندية. واستخدم مصطلح سكالينغر أيضًا في ملاحم فينلاند، التي تتعلق بأحداث جرت في القرن العاشر، وتصف التجارة والصراع مع الشعوب الأصلية.

## التواصل بين سيبيريا وألاسكا
يقترح تشابه حضارات الشعوب عبر مضيق بيرنغ في سيبيريا وألاسكا أن البشر سافروا بين هاتين المنطقتين منذ أن تشكل المضيق بعد أن وصل أسلاف الهنود في العصر الجليدي وبدؤوا استيطان الأمريكتين، جاءت موجة ثانية من الناس إلى ألاسكا من آسيا نحو 8000 ق.م. شغلت هذه الشعوب النادينية المتشابهة في ما بينها بخصائص لغوية وجينية غير موجودة في مناطق أخرى من الأمريكتين، الشمال الأقصى من الأمريكتين، ووصلت حتى جنوب أوسيس أمريكا فقط. اقترح أنه بحلول 4000 ق.م بدأ شعب الإسكيمو بالقدوم إلى الأمريكتين من سيبيريا. تعيش قبائل الإسكيمو اليوم في آسيا وأمريكا الشمالية، وثمة الكثير من الأدلة على أنهم عاشوا في آسيا أيضًا في فترة ما قبل التأريخ.
تقترح القطع الأثرية -البرونزية المكتشفة في منزل في ألاسكا عمره 1000 عام- وجود نشاط تجاري في الحقبة قبل الكولومبية. لم تتطور صناعة البرونز في ألاسكا في ذلك الوقت ما يوحي بأن هذه القطع جاءت من آسيا القريبة كالصين أو كوريا أو روسيا. غُثر في المنزل أيضًا على آثار من حجر السج، تشير طبيعتها الكيميائية إلى أنها تعود إلى حجارة من وادي نهر أنادير في روسيا.
في يونيو 2016، نشرت جامعة بيردو نتائج بحث أجري على ستة قطع أثرية مصنوعة من معادن أو خلائط معدنية مكتشفة في موقع أثري يعود إلى ما قبل التأريخ في كيب إسبنبيرغ على الساحل الشمالي لشبه جزيرة سيوارد في ألاسكا. كان روبرت جي. سبيكمان من مركز دراسات النظائر التطبيقية في جامعة جورجيا في فريق البحث، وكذلك فيكتور مير من قسم لغات وحضارات شرق آسيا في جامعة بنسلفانيا.

كان تقرير الفريق أول دليل على أن المعادن الآسيوية وصلت أمريكا الشمالية في عصور ما قبل التأريخ قبل الاتصال مع أوروبا، إذ كشف الفحص بفلورية الأشعة السينية أن اثنين من القطع الأثرية مصنوعة من سبائك معدنية مصهورة فيها نسب عالية من القصدير والرصاص. كُشف وجود السبائك المصهورة عند إنويت ما قبل التأريخ في شمال غرب ألاسكا للمرة الأولى، ما أشار إلى تنقل المعدن الأوراسي عبر مضيق بيرنغ إلى أمريكا الشمالية قبل تواصل الأمريكتين المستديم مع أوروبا.
«لم يفاجئنا ذلك نظرًا إلى التاريخ الشفاهيّ والموجودات الأثرية الأخرى، كنا بحاجة إلى الوقت فقط قبل أن نتمكن من إيجاد مثال على تجارة المعادن الأوراسية... نعتقد أن هذه السبائك المصهورة صنعت في مكان ما في الأوراس وانتقلت عبر التجارة إلى سيبيريا وعبر مضيق بيرنغ إلى أسلاف الإنويت، المعروفين أيضًا بحضارة الثول في ألاسكا. استخدم شعب الإنويت القديم المعادن المتوفرة محليًا في أجزاء من القطب الشمالي كالمعادن الأصلية والنحاس والحديد النيزكي والتلوري؛ لصناعة الأدوات وفي بعض الأحيان للإشارة إلى المنزلة الاجتماعية. وُجدت اثنتان من موجودات كيب إسبنبرغ -خرزة وإبزيم-  وهما قطعتان من البرونز المثقل بالرصاص. كلاهما من منزل في موقع يعود إلى أواخر فترة ماقبل التأريخ، نحو 1000-1300 م، أي قبل الاتصال الأوروبي المستديم في أواخر القرن الثامن عشر..  يعتبر إبزيم الحزام منتجًا صناعيًا وهو لُقيا غير مسبوقة من ذلك الوقت. هذا الإبزيم جزءٌ من سرج فرس كان مستخدمًا في شمال وسط الصين في أول ستة قرون تلت الحقبة العامة». -إتش. كوري كوبر، أستاذ مساعد في الأنثروبولوجيا.